# Donald M. Kendall
Donald Mcintosh Kendall (16 de marzo de 1921-19 de septiembre de 2020) fue un empresario y asesor político estadounidense. Se desempeñó como CEO de Pepsi Cola (la cual fusionó con Herman Lay's Frito Lay, Inc. para llegar a ser PepsiCo en 1965) y como CEO de PepsiCo de 1971 a 1986.

## Primeros años
Donald Kendall nació en el condado Clallam, Washington, donde su familia poseía una granja láctea, en 1921.

## Servicio militar
En 1942 Kendall se unió a la Armada de EE. UU., como piloto bombardero apoyó en los aterrizajes en la Bahía de Manila, Mindoro y el Golfo de Leyte. Recibió 3 Medallas de Aire y una Cruz de Vuelo Distinguido.

## Educación
Kendall asistió al Instituto Estatal Kentucky del Oeste. Recibió un Doctorado de Grado Honorario en Derecho de la Universidad de Stetson, DeLand, Florida; un Doctorado de Grado Honorario en Derecho de la Universidad de Babson, Wellesley, Massachusetts; y un Doctorado en Derecho de la Universidad Gonzaga en Spokane, Washington. Recibió también un Doctorado en Humanidades de la Universidad de Piedad, Dobbs Ferry, Nueva York; de la Universidad Manhattanville, Purchase, Nueva York; la Universidad Estatal de Nueva York (SUNY) Purchase; y la Universidad de Long Island, Brookville, Nueva York.

## Pepsi Cola, Inc.
Kendall se unió a la Compañía de Pepsi Cola en 1947, trabajando en una planta de embotellado en Nueva Rochelle, Nueva York. Después de escatimar como conductor de reparto, Kendall llegó a ser un representante de ventas y aumentó a través de los rangos de ventas llegando a ser un vicepresidente de marketing en 1956. Encabezó la operación internacional de Pepsi en 1957 y llegó a ser el CEO en 1963. En 1963, hizo la decisión de cambiar el nombre del refresco light de Pepsi de Patio Diet Cola a Diet Pepsi. En los primeros años de bebidas light suaves, Pepsi llegó a ser la primera empresa importante en dar a su producto light el mismo nombre como su producto principal.
Kendall llevó Pepsi a Rusia y fue premiado con la Orden de la Amistad por Vladímir Putin, Presidente de Rusia, en 2004. Él supervisó la creación de los Jardines Esculturales Donald M. Kendall, un parque escultural que incluye jardines, sendas, parques y una colección de arte, principalmente escultura del siglo XX incluyendo trabajos de Auguste Rodin, David Wynne, Alberto Giacometti, y Alexander Calder, en la sede corporativa de PepsiCo en Purchase, Nueva York.

## Afiliaciones de la junta
Kendall fue miembro en varias juntas corporativas incluyendo ser Director de Enfrastructure, Inc., Buy.com, AmRest Holdings SE, Alianza Nacional de Empresariado y Grocery Manufacturers of America, Inc. Fue también el inversor principal de American Giant, una compañía de fabricación de ropa.

## Chile
En 1970, Kendall pidió y participó de un encuentro de alto nivel con el empresario y editor chileno Agustín Edwards Eastman de la familia Edwards con altos oficiales de la administración de Nixon, después de que el presidente Nixon lo juntó con el entonces Asesor de Seguridad Nacional Henry Kissinger y con el director de CIA Richard Helms y en las palabras de un artículo del New York Times en 1976, dijo "que Chile estaba para ser salvado de Salvador Allende y a él no le importaba cómo."

Según El Guardián:
...en octubre de 1970, el complot contra el presidente electo de Chile, Salvador Allende... fue el resultado directo de un plan de acción un mes antes por Donald Kendall, presidente de PepsiCo, en dos llamadas telefónicas al abogado anterior de la compañía, el Presidente Richard Nixon. Kendall arregló para que el dueño de la operación de embotellamiento chileno de la compañía conociera al Asesor de Seguridad Nacional, Henry Kissinger el 15 de septiembre. Horas más tarde, Nixon llamó a su jefe de la CIA, Richard Helms y según Helms notas escritas a mano, ordenaban a la CIA que impidiera la elección de Allende.

## Joan Crawford
Kendall tuvo una relación profesional tormentosa con la actriz Joan Crawford, quién se refirió a Kendall como "Fang" hasta su muerte en 1977. Crawford obtuvo un puesto en el consejo de administración de la Compañía Pepsi Cola después de la muerte de su marido Alfred Steele, quien era el presidente de la junta directiva de Pepsi, en 1959. Fue activa en promover Pepsi-Cola, viajando nacional e internacionalmente para eventos, tales como aperturas de planta y promociones de nuevos productos. En 1973, cuando Crawford oficialmente cumplió 65 (aunque en realidad tenía de dos a cuatro años más), fue forzada a retirarse de su posición en el consejo de administración de la compañía.

## Richard Nixon
Kendall estaba bien familiarizado con Richard Nixon y fue fotografiado con él cuando era vicepresidente y con Nikita Jrushchov durante el viaje de Nixon a Moscú conocido por el Debate de Cocina. Durante la administración Nixon, Pepsi Cola fue siempre una bebida presente en las funciones de la Casa Blanca. Una conversación entre Kendall y Nixon en la Oficina Ovalada aparece en el segundo volumen de las cintas Watergate. Kendall es escuchado ofreciendo consejo a Nixon acerca de cómo manejar su difícil situación. Más tarde, le dijo a un entrevistador que estaba "decepcionado" en la forma en que Nixon manejó Watergate. "¿Cómo podrías ayudar así?"

## Muerte
Kendall falleció el 19 de septiembre de 2020, en su casa en Greenwich, Connecticut a la edad de 99 años.

## Reconocimientos
- 1989, Premio George F. Kennan por contribución excepcional a mejorar las relaciones EE. UU. y soviéticas[10]
- 1987, Muro de la Fama de Empresas Nacionales[11]
- 1986, recibidor del premio inaugural NAACP Defensa Legal y Justicia Igualitaria del Fondo Educativo
- 1979, Premio de Plato Dorado de la Academia Americana de Logros presentado por miembros del Consejo de los Premios Olivia de Havilland[12][13]